# Julian Brandt
Julian Brandt, né le 2 mai 1996 à Brême en Allemagne, est un footballeur international allemand jouant au poste d'ailier gauche ou de milieu offensif au Borussia Dortmund.

## Biographie
Lorsqu'il était jeune, Julian Brandt a joué dans sa ville natale, au SC Borgfeld (de) puis au FC Oberneuland (de) avant de rejoindre les équipes juniors du VfL Wolfsburg.

### Bayer Leverkusen
Le 12 décembre 2013, Brandt s'engage cinq ans avec le Bayer Leverkusen convaincu par Rudi Völler, repoussant ainsi les avances du Bayern Munich et du Borussia Dortmund.
Il a fait ses débuts professionnels le 15 février 2014, lors d'un match de Bundesliga contre Schalke 04 (défaite 2-1 à domicile). Il a remplacé Heung-Min Son à la 82e minute de jeu. Trois jours plus tard, il fait ses débuts en Coupe d'Europe lors des huitièmes de finale face au Paris Saint-Germain en Ligue des champions. Le match aller finira sur le score de 4-0 pour le PSG et le match retour sera de nouveau perdu par le Bayer 2-1,. 
Le 4 avril 2014, il marque son premier but pour le Bayer Leverkusen à l'occasion d'un match de Bundesliga face à Hambourg (défaite 2-1 à domicile).
Brandt inscrit son premier but en coupe d'Europe lors d'une rencontre de Ligue des champions, le 7 décembre 2016, face à l'AS Monaco. Il est titularisé et son équipe l'emporte par trois buts à zéro ce jour-là.
Après avoir longtemps porté le numéro 19 au Bayer Leverkusen, Brandt reprend à partir de la saison 2017-18 (en) le numéro 10 de Hakan Çalhanoğlu, parti à l'AC Milan. 
En septembre 2017 il figure dans une liste des 50 meilleurs joueurs de moins de 21 ans par le média L'Équipe, où il se place à la treizième place.
Le 4 avril 2018, Julian Brandt prolonge son contrat avec le Bayer Leverkusen jusqu'en juin 2021.
Lors de la saison 2018-2019 Brandt est davantage utilisé comme un milieu offensif axial par le nouvel entraîneur, Peter Bosz. Cette saison-là, il atteint également les 200 matchs pour le Bayer, lors du match de championnat face au FSV Mayence le 8 février 2019. Une rencontre où Brandt s'illustre en inscrivant deux buts et en délivrant deux passes décisives, participant grandement à la victoire de son équipe (1-5).

### Borussia Dortmund
Le 22 mai 2019 est annoncé le transfert de Julian Brandt au Borussia Dortmund, qui lève sa clause libératoire de 25 millions d'euros. 
Brandt joue son premier match sous ses nouvelles couleurs le 17 août 2019, lors de la première journée de la saison 2019-2020 de Bundesliga, face au FC Augsbourg. Il entre en jeu à la place de Thorgan Hazard et se montre décisif en inscrivant son premier but pour Dortmund, participant ainsi à la victoire des siens (5-1 score final). Le 30 octobre 2019, il réalise son premier doublé pour Dortmund, lors d'une rencontre de coupe d'Allemagne face au Borussia Mönchengladbach. Titulaire, il permet à son équipe de s'imposer grâce à ses deux buts (2-1 score final).
Le 13 mai 2021 il entre en jeu lors de la finale de la coupe d'Allemagne 2020-2021 remporté par Dortmund face au RB Leipzig (1-4 score final), et remporte ainsi son premier trophée en club avec le BVB.
Brandt se fait remarquer le 8 avril 2022 en réalisant un doublé contre le VfB Stuttgart, en championnat. Il permet ainsi à son équipe de s'imposer par deux buts à zéro.
Le 11 avril 2023, Brandt signe un nouveau contrat avec le Borussia Dortmund. Il est alors lié au club jusqu'en juin 2026.

### Sélection nationale
Le 7 juin 2011, alors qu'il évolue encore avec le FC Oberneuland (de), Julian Brandt dispute son premier match avec l'équipe d'Allemagne des moins de 15 ans (de). C'est au cours de ce même match qu'il marque, aux côtés de Timo Werner, son premier but avec la sélection.
Sélectionné par l'entraîneur Marcus Sorg, Julian Brandt dispute son premier match avec l'Allemagne des moins de 19 ans le 14 août 2013 face à l'équipe de Hongrie (en). Accompagné de joueurs comme Joshua Kimmich ou Davie Selke, Brandt remporte la coupe d'Europe des moins de 19 ans avec l'Allemagne en 2014. Ses prestations lui vaudront la médaille d'argent Fritz Walter dans la catégorie -17 ans en 2013, puis la médaille d'or dans la catégorie -18 ans en 2014. Cette médaille, décernée chaque année par la Fédération allemande de football, vient récompenser les meilleurs jeunes joueurs de football allemands.
Grâce à leur victoire en coupe d'Europe, Brandt et l'Allemagne se qualifient pour la Coupe du Monde des moins de vingt ans 2015. Lors du tournoi en Nouvelle-Zélande, Brandt aide ses coéquipiers à atteindre les quarts de finale notamment grâce à un but face au Honduras. Arrivé en quarts face au Mali, Brandt ouvre le score mais son équipe est rattrapée par un but des Maliens. Le match se joue alors aux tirs au but, mais Brandt, de même que Niklas Stark, manque son tir, empêchant son équipe de poursuivre le tournoi.
Brandt dispute son premier match en équipe A sous les ordres de Joachim Löw le 29 mai 2016 face à la Slovaquie. Sélectionné au départ dans la liste des 27 joueurs pouvant participer à l'Euro 2016, Brandt ne sera finalement pas retenu dans la liste finale des 23 joueurs.
Ce sera ensuite Horst Hrubesch qui le sélectionnera pour participer aux Jeux olympiques de Rio, équipe avec laquelle Brandt ira en finale.
Brandt participe à la Coupe des confédérations 2017 et marque son premier but en équipe face à Saint-Marin le 10 juillet 2017. Entouré de jeunes talents comme Timo Werner ou Leon Goretzka, Brandt remporte la coupe face au Chili le 2 juillet 2017.
Le 4 juin 2018, Joachim Löw fait figurer le nom de Julian Brandt sur la liste finale des 23 joueurs participant à la Coupe du monde 2018, écartant ainsi le milieu offensif Leroy Sané du tournoi. Brandt est, à 22 ans, le plus jeune joueur de l'effectif.
Le 17 juin 2018, il effectue une entrée en jeu remarquée lors du premier match des Allemands face au Mexique. Match durant lequel il s'est mis en valeur après que son ballon ait échoué sur la barre transversale après une frappe surpuissante depuis l'extérieur de la surface de réparation. Il ne permit pas à l'Allemagne de s'imposer (défaite 0-1).
Six jours plus tard, le 23 juin 2018 lors du deuxième match de la Mannschaft dans cette Coupe du monde 2018 (contre la Suède), Julian Brandt, une nouvelle fois sur le banc au coup d'envoi, entra à la 87e minute. Le score était alors de 1-1. L'Allemagne se devait de s'imposer pour rester en vie dans cette compétition. Julian Brandt frappa une nouvelle fois les montants après une énorme frappe du pied gauche à 25 mètres des buts gardés par le portier du FC Copenhague, Robin Olsen.
Finalement, Toni Kroos, l'ancien du Bayer Leverkusen, délivra tout un peuple d'un modèle de coup franc dans les arrêts de jeu. Malgré une victoire finale de l'Allemagne 2 buts à 1, l'équipe ne dépasse pas les poules de la compétition à la suite de sa défaite face à la Corée du Sud (2-0).
Le 10 novembre 2022, il est sélectionné par Hansi Flick pour participer à la Coupe du monde 2022.

## Statistiques
| Saison                | Club                  | Championnat           | Championnat | Championnat | Championnat | Coupe(s) nationale(s) | Coupe(s) nationale(s) | Coupe(s) nationale(s) | Supercoupe | Supercoupe | Supercoupe | Compétition(s) continentale(s) | Compétition(s) continentale(s) | Compétition(s) continentale(s) | Compétition(s) continentale(s) | Coupe du monde des clubs | Coupe du monde des clubs | Coupe du monde des clubs | Allemagne | Allemagne | Allemagne | Total | Total | Total |
| Saison                | Club                  | Division              | M.          | B.          | P.d.        | M.                    | B.                    | P.d.                  | M.         | B.         | P.d.       | Comp.                          | M.                             | B.                             | P.d.                           | M.                       | B.                       | P.d.                     | M.        | B.        | P.d.      | M.    | B.    | P.d.  |
| 2013-2014             | Bayer Leverkusen      | Bundesliga            | 12          | 2           | 3           | -                     | -                     | -                     | -          | -          | -          | C1                             | 2                              | 0                              | 0                              | -                        | -                        | -                        | -         | -         | -         | 14    | 2     | 3     |
| 2014-2015             | Bayer Leverkusen      | Bundesliga            | 25          | 4           | 2           | 4                     | 0                     | 3                     | -          | -          | -          | C1                             | 6                              | 0                              | 0                              | -                        | -                        | -                        | -         | -         | -         | 35    | 4     | 5     |
| 2015-2016             | Bayer Leverkusen      | Bundesliga            | 29          | 8           | 5           | 3                     | 1                     | 3                     | -          | -          | -          | C1+C3                          | 8+4                            | 0                              | 0                              | -                        | -                        | -                        | 1         | 0         | 0         | 45    | 9     | 8     |
| 2016-2017             | Bayer Leverkusen      | Bundesliga            | 32          | 3           | 11          | -                     | -                     | -                     | -          | -          | -          | C1                             | 8                              | 1                              | 0                              | -                        | -                        | -                        | 9         | 1         | 1         | 49    | 5     | 12    |
| 2017-2018             | Bayer Leverkusen      | Bundesliga            | 34          | 9           | 5           | 5                     | 3                     | 2                     | -          | -          | -          | -                              | -                              | -                              | -                              | -                        | -                        | -                        | 9         | 0         | 1         | 48    | 12    | 8     |
| 2018-2019             | Bayer Leverkusen      | Bundesliga            | 33          | 7           | 11          | 3                     | 2                     | 1                     | -          | -          | -          | C3                             | 7                              | 1                              | 2                              | -                        | -                        | -                        | 6         | 1         | 0         | 49    | 11    | 14    |
| Sous-total            | Sous-total            | Sous-total            | 165         | 34          | 40          | 15                    | 6                     | 9                     | -          | -          | -          | -                              | 35                             | 2                              | 2                              | -                        | -                        | -                        | 25        | 2         | 2         | 240   | 44    | 53    |
| 2019-2020             | Borussia Dortmund     | Bundesliga            | 33          | 3           | 8           | 2                     | 2                     | 2                     | -          | -          | -          | C1                             | 7                              | 2                              | 3                              | -                        | -                        | -                        | 6         | 1         | 1         | 48    | 8     | 14    |
| 2020-2021             | Borussia Dortmund     | Bundesliga            | 31          | 3           | 2           | 5                     | 0                     | 0                     | 1          | 1          | 0          | C1                             | 8                              | 0                              | 0                              | -                        | -                        | -                        | 3         | 0         | 0         | 48    | 4     | 2     |
| 2021-2022             | Borussia Dortmund     | Bundesliga            | 31          | 9           | 8           | 2                     | 0                     | 2                     | -          | -          | -          | C1+C3                          | 5+2                            | 0                              | 0                              | -                        | -                        | -                        | 4         | 0         | 0         | 44    | 9     | 10    |
| 2022-2023             | Borussia Dortmund     | Bundesliga            | 32          | 9           | 8           | 3                     | 0                     | 0                     | -          | -          | -          | C1                             | 8                              | 1                              | 1                              | -                        | -                        | -                        | 4         | 0         | 0         | 47    | 10    | 9     |
| 2023-2024             | Borussia Dortmund     | Bundesliga            | 32          | 7           | 12          | 3                     | 1                     | 1                     | -          | -          | -          | C1                             | 12                             | 2                              | 2                              | -                        | -                        | -                        | 5         | 0         | 0         | 52    | 10    | 15    |
| 2024-2025             | Borussia Dortmund     | Bundesliga            | 30          | 5           | 10          | 2                     | 1                     | 0                     | -          | -          | -          | C1                             | 13                             | 0                              | 4                              | 5                        | 0                        | 1                        | 1         | 0         | 0         | 51    | 6     | 15    |
| Sous-total            | Sous-total            | Sous-total            | 189         | 36          | 48          | 17                    | 4                     | 5                     | 1          | 1          | 0          | -                              | 55                             | 5                              | 10                             | 5                        | 0                        | 1                        | 23        | 1         | 1         | 290   | 47    | 65    |
| Total sur la carrière | Total sur la carrière | Total sur la carrière | 354         | 70          | 87          | 28                    | 10                    | 13                    | 1          | 1          | 0          | -                              | 90                             | 7                              | 12                             | 5                        | 0                        | 1                        | 48        | 3         | 3         | 526   | 91    | 116   |

### Liste des buts internationaux
|                                                                                         | Date             | Lieu                                                | Adversaire      | Score | Résultat | Compétition                             | Nature du but | Passeur décisif |
| --------------------------------------------------------------------------------------- | ---------------- | --------------------------------------------------- | --------------- | ----- | -------- | --------------------------------------- | ------------- | --------------- |
| 1                                                                                       | 10 juin 2017     | Max-Morlock-Stadion, Nuremberg, Allemagne           | Saint-Marin     | 6-0   | 7-0      | Eliminatoires de la coupe du monde 2018 | de la tête    | Joshua Kimmich  |
| 2                                                                                       | 9 septembre 2018 | Rhein-Neckar-Arena, Sinsheim, Allemagne             | Pérou           | 1-1   | 2-1      | match amical                            | du pied droit | Toni Kroos      |
| 3                                                                                       | 19 novembre 2019 | Commerzbank-Arena, Francfort-sur-le-Main, Allemagne | Irlande du Nord | 6-1   | 6-1      | Éliminatoires Euro 2020                 | du pied droit | Toni Kroos      |
| Total: 3 buts (2 du pied droit et 1 de la tête) en 31 sélections depuis le 10 juin 2017 |                  |                                                     |                 |       |          |                                         |               |                 |

## Palmarès

### En club
- Borussia Dortmund
  - Vainqueur de la Coupe d'Allemagne en 2021
  - Finaliste de la Ligue des champions en 2024

### En équipe nationale
- Allemagne
  - Vainqueur de la coupe des confédérations en 2017
- Allemagne olympique
  - Médaille d'argent aux Jeux olympiques en 2016
- Allemagne -17 ans
  - Finaliste du Championnat d'Europe de football des moins de 17 ans en 2012